# آنجا آنجا
«آنجا آنجا» (به انگلیسی: There There) نام آهنگی از گروه آلترنیتیو راک انگلیسی ردیوهد است که در سال ۲۰۰۳ منتشر شد. این اولین تک‌آهنگ آلبوم زنده باد دزدها است و قبل از انتشار آلبوم عرضه شد. آهنگ در جدول بریتانیا به رتبه چهارم و در کانادا به رتبه اول رسید. "آنجا آنجاً نامزد جایزه گرمی برای بهترین اجرای راک نیز شد و موفق‌ترین قطعه ردیوهد بعد از قطعه خوش‌بین در اجراهای رادیویی شد.

## سبک موسیقی
مانند بسیاری از آهنگ‌های دهه ۲۰۰۰ میلادی ردیوهد،"آنجا آنجاً توسط گروه آهنگی تحت تأثیر گروه کن معرفی شد؛ که پیش از این نیز ردیوهد چند آهنگ این گروه را کاور کرده بود. زمانی که تام یورک نسخه نهایی و کامل آهنگ را شنید شروع به گریه کردن کرد. شروع آهنگ آنجا آنجا در اجراهای زنده گروه عموماً همراه با نواختن درام فیل سلوی، اد اوبراین و جانی گرینوود است (قسمتی که آنها در این اجراها می‌نوازند در نسخه استودیویی توسط سینتی سایزر در کنار یکدیگر قرار می‌گیرد)از سال ۲۰۰۲ این آهنگ شروع کنسرت‌های ردیوهد شد. نسخه ابتدایی نیز از آهنگ وجود دارد که در بی-ساید تک‌آهنگ ۲+۲=۵ وجود دارد. همچنین تام یورک در اجراهای مختلفی نسخه آکوستیکی از آهنگ ارائه داده‌است.

## نماهنگ و اشاره‌ها
نام دوم آهنگ همان‌طور که در آلبوم رسمی نوشته شده‌است "The Boney King of Nowhere" است؛ که به نظر می‌رسید به یکی از اپیزودهای کارتون بریتانیایی Bagpuss اشاره دارد که تام یورک و پسر جوانش از طرفداران پروپاقرص آن هستند. موزیک ویدیوی آهنگ نیز با تأثیر از این کارتون ساخته شده‌است. در این نماهنگ تام یورک در جنگلی تنها نشان داده می‌شود که در حال سرک کشیدن است و حیوانات مختلف را در حال انجام کارهای مختلف مانند مراسم عروسی یا مراسم جشن می‌بیند در نهایت یورک به درختی می‌رسد که بر روی آن کفش و لباس نویی وجود دارد یورک لباس‌هایش را با این لباس‌های جدید عوض می‌کند. به محض این اتفاق کلاغ‌هایی که بر روی درخت بی‌حرکت بودند زنده می‌شوند و به تام حمله می‌کنند. در نهایت و زمانی که یورک در حال فرار از دست این کلاغ‌هاست تبدیل به درخت می‌شود.
سبک فیلمبرداری این نماهنگ به صورت پرشی است طوری که به نظر می‌رسد بعضی از فریم‌ها حذف شده‌اند. نماهنگ «آنجا آنجا» برنده جایزه بهترین نماهنگ ام‌تی‌وی شد.

## لیست آهنگ‌ها
1. There There
2. Paperbag Writer
3. Where Bluebirds Fly